# Неподсуден
«Неподсуден» — советский фильм 1969 года режиссёров Владимира Краснопольского и Валерия Ускова, психологическая драма. Экранизация рассказа Льва Ющенко «Командир».
По итогам опроса читателей журнала «Советский экран» Олег Стриженов был признан лучшим актёром 1969 года за главную роль командира Егорова в этом фильме.

## Сюжет
В тренировочном полёте терпит катастрофу учебно-тренировочный реактивный самолёт Ил-28У. Радист Сорокин, струсив, без приказа покидает горящую машину. Из-за дезертирства Сорокина самолёт остаётся без радиосвязи, что приводит к гибели командира экипажа Цыганка. Приземлившийся Сорокин обнаружен и доставлен на аэродром первым, он успевает написать рапорт, в котором утверждает, что прыгнул в последний момент, в то время как второй пилот Егоров покинул машину сразу же после возгорания двигателя, не ожидая разрешения командира.
Хотя Егоров неподсуден — его слова, что он покинул самолёт непосредственно перед катастрофой по прямому приказу Цыганка, невозможно ни подтвердить, ни опровергнуть, — он увольняется с курсов переподготовки пилотов ГВФ, расстаётся с мечтой о пилотировании реактивных лайнеров и уходит в малую авиацию. На его решение прежде всего повлияло то, что его бросила любимая девушка Надя, юрист, будущий судья, профессия которой наложила явный отпечаток на её подход к оценке ситуации. Первым вышедший от руководителя полётов Сорокин успел рассказать ей о случившемся и, надо отдать ему должное, повёл себя психологически предельно точно: никого не обвиняя и не пытаясь оправдаться, он просто изложил девушке свою версию событий — абсолютно ложную, но очень правдоподобную. Надя в первый момент поверила клевете и оттолкнула вышедшего следом Егорова. А Сергей, совершенно убитый её недоверием, так не сумел заставить себя вернуться и попробовать объясниться ещё раз.
Вскоре был вынужден уйти с курсов и Сорокин: он тоже неподсуден — нет прямых доказательств; но и начальство, и большинство пилотов не могут поверить в виновность Егорова и, как естественное следствие, в невиновность Сорокина. Сорокин устроился на радиозавод в Омске, а Егоров где-то в глубокой провинции возит на Ан-2 пассажиров и поросят и даже в конце концов женится на давно и преданно любящей его юной девушке Оле, начальнице местной почты.
С тех пор прошло шестнадцать лет. Надя замужем за Сорокиным, воспитывает с ним сына, который не знает, кто его настоящий отец. Егоров, у которого растёт чудесная дочь, глубоко мучается тем, что не способен подарить настоящую любовь обожающей его жене. Правда, с помощью своего бывшего преподавателя, уже ставшего генералом, ему всё-таки удаётся вернуться в большую авиацию.
Однажды вся семья Сорокиных оказывается в самолёте Ту-104, совершающем рейс Новосибирск — Москва с посадкой в Свердловске, которым управляет «командир экипажа пилот первого класса Егоров». Прямо в полёте выяснение отношений приводит к запоздалому торжеству правды, которая затрагивает всех героев: кого-то уничтожает, кого-то оправдывает, в кого-то вселяет надежду.

## В главных ролях
- Олег Стриженов — лётчик Сергей Ильич Егоров
- Людмила Максакова — Надя, бывшая девушка Егорова / жена Сорокина, народный судья
- Леонид Куравлёв — Сорокин, радист / инженер радиозавода, муж Нади

## В ролях
- Ольга Сошникова — Оля, жена Егорова
- Светлана Светличная — Вика, стюардесса
- Пётр Глебов — Пётр Петрович Самойлов, руководитель полётов/генерал авиации
- Сергей Никоненко — Иннокентий, второй пилот
- Владимир Гусев — Цыганок, командир
- Владимир Кузнецов — Серёжа, сын Нади и Егорова, пасынок Сорокина (дублирует Николай Бурляев)
- Николай Лиров — Серёжа в детстве

### В эпизодах
- Нина Агапова — пассажирка Ту-104
- Валентина Владимирова — пассажирка с поросёнком
- Юрий Мартынов — бортинженер
- Алексей Смирнов — нетрезвый пассажир в аэропорту
- Николай Сморчков — Коля, радист
- Ольга Науменко — девушка на деревенской почте
- С. Горемыкин — военный
- Станислав Михин — друг Сорокина
- Александр Матковский — пассажир Ту-104
- Александр Милютин — начальник отдела кадров
- Людмила Давыдова — связистка (нет в титрах)
- Валерий Усков (режиссёр фильма) — особист (нет в титрах)

## Съёмочная группа
- Режиссёр: Владимир Краснопольский, Валерий Усков
- Сценарист: Константин Исаев
- Оператор: Пётр Емельянов
- Композитор: Леонид Афанасьев
- Текст песен: Леонид Куксо

## Критика
Постановщики В. Краснопольский и В. Усков строят кинодействие чётко, их режиссёрский ритм прост, он даёт возможность легко прочитывать сюжетные ретроспекции и не отвлекает нас от игры актёров. Достаточно убедительно и актёрское трио: Л. Максакова — О. Стриженов — Л. Куравлёв.— Советский экран, 1969

## Самолет Ту-104
В съемках фильма принимал участие самолёт Ту-104А с номером СССР-42365, находившийся в эксплуатации с 1958 г. по 1978 г. После списания самолёт некоторое время служил кинозалом в пионерском лагере в Томской области, а в 2015 году был установлен в поселке Элеонор, где его собирались отрестраврировать и сделать из него памятник.